# 웨트 마켓

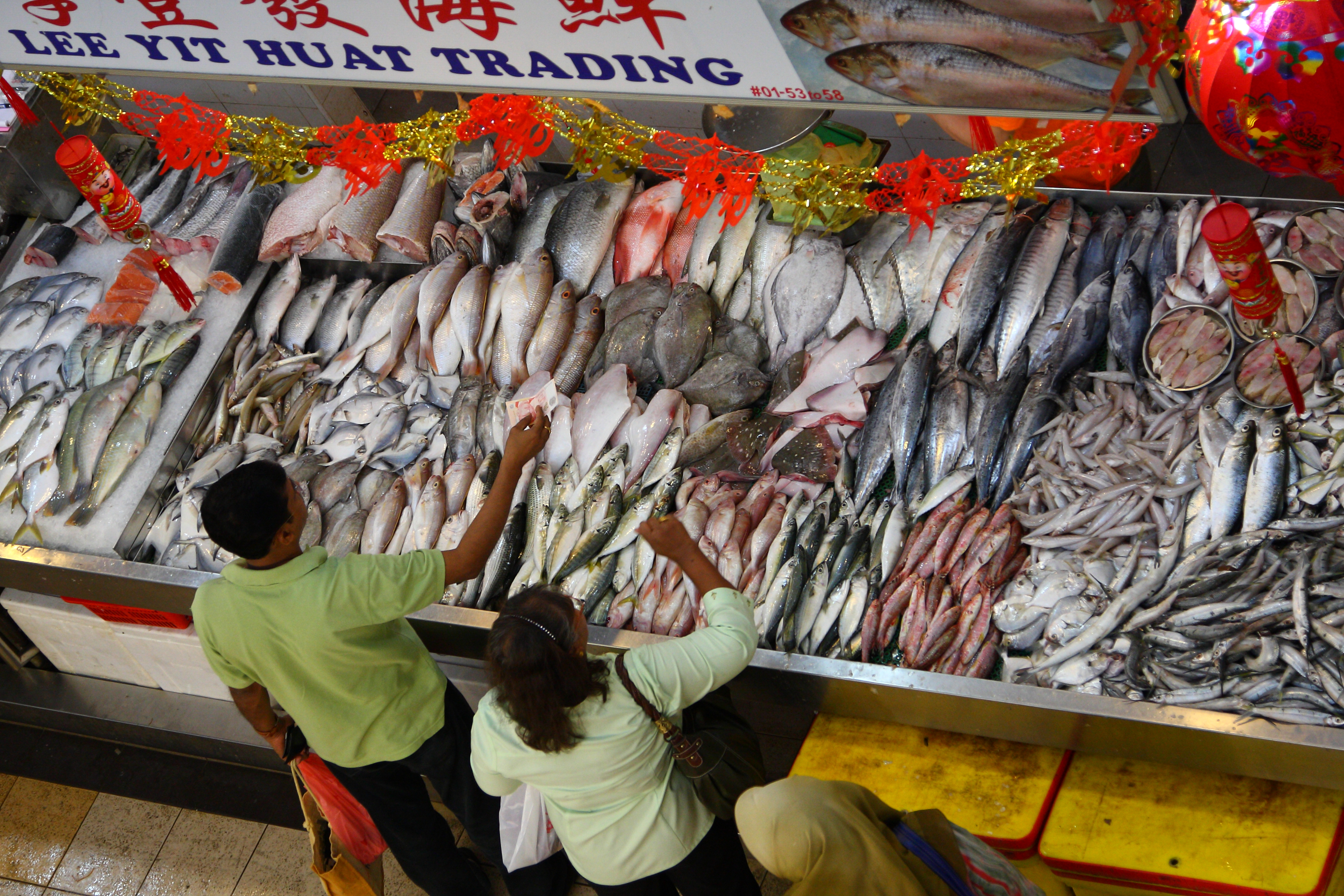
싱가포르의 웨트 마켓

웨트 마켓(wet market)은 야생동물시장과 구별되는 시장이다.
웨트 마켓(수산축산재래시장)은 직물이나 전자제품과 같은 내구재를 판매하는 "드라이 마켓 시장"과 구별되는 신선한 고기, 생선, 농산물, 기타 부패하기 쉬운 상품을 판매하는 시장이다. 모든 웨트 마켓이 살아있는 동물을 파는 것은 아니지만, 웨트 마켓이라는 용어는 때때로 상인들이 홍콩에서 가금류를 가지고 하는 것과 같이 고객이 동물을 구매하면 도살하는 살아있는 동물 시장을 의미하기 위해 사용된다. 웨트 마켓은 세계 여러 지역에서 흔하며, 특히 중국, 동남아시아, 남아시아에서 많이 볼 수 있다. 여기에는 농부 시장, 어시장 및 야생동물 시장과 같은 매우 다양한 시장이 포함된다.그들은 종종 가격, 음식의 신선함, 사회적 상호작용, 그리고 지역 문화의 요소들로 인해 도시 식량 안보에서 중요한 역할을 한다.
대부분의 웨트 마켓은 야생동물이나 외래동물에서 거래되지 않고, 동물성 질병의 발생과 관련이 있는 시장이다. 그러한 시장 중 하나인 우한의 후난 수산물 도매 시장은 2020년 4월 현재 비시장적 소스에서 발생한 바이러스에 대한 조사가 진행 중이지만 COVID-19대유행의 한 역할을 한 것으로 여겨졌다. 웨트 마켓은 2002-2004년 사스 발병 이후인 2003년 중국에서 야생 생물을 사육하는 것이 금지되었다. 이러한 규제들은 2020년에 다시 시행되기 전에 해제되었고 다른 나라들도 이와 유사한 금지를 제안하였다. 모든 웨트 마켓과 살아있는 동물이나 야생동물을 가진 사람들을 구분하지 못하는 언론 보도는 야생동물 밀수를 조장한다는 암시뿐만 아니라 2019~20년 코로나바이러스 대유행과 관련된 시노포비아를 부추겼다는 비난을 받아왔다.

## 배경

### 용어.
"웨트 마켓"이라는 용어는 1970년대 초 싱가포르에서 정부가 이러한 전통시장을 유명해진 슈퍼마켓과 구별하기 위해 사용하면서 널리 쓰이게 되었다. 이 용어는 동남아시아 전역에서 사용된 용어로 2016년 옥스퍼드 영어사전(OED)에 추가됐다.OED가 이 용어를 가장 먼저 인용한 것은 1978년 The Straits Times of Singapore이다.
'웨트 마켓'의 '웨트'는 식품이 상하지 않도록 하는 데 사용되는 얼음이 녹고, 육류와 해산물 노점이 씻겨지며, 습지 시장에서 흔히 볼 수 있는 신선한 농산물이 뿌려져 끊임없이 젖은 바닥을 가리킨다.
"공영시장"이라는 용어는 "웨트 마켓"과 동의어일 수 있지만 때로는 국유 및 지역사회 소유의 웨트 마켓을 독점적으로 지칭할 수도 있다. 웨트 마켓은 과일과 채소를 주로 판매하는 수많은 경쟁상대로 구성된 시장을 지칭할 때 "신선한 식품 시장"과 "좋은 식품 시장"이라고도 불릴 수 있다.
'웨트 마켓'이란 야생동물과 야생생물을 판매하는 시장을 지칭할 수 있지만, 야생생물이 포함된 시장을 독점적으로 지칭하는 '야생동물시장'이라는 용어와 동의어는 아니다.

### 종류.
신선농산물과 육류를 판매하는 시장을 명시하는 '웨트 마켓'이라는 용어에는 다양한 시장이 포함된다. 웨트 마켓은 소유 구조(개인 소유, 국유 또는 지역사회 소유), 규모(도매또는 소매), 생산물(과일, 야채, 도축육또는 살아있는 동물)에 따라 분류할 수 있다. 그들은 육류 재고량이 길들여진 동물에서 발생하는지 또는 야생 동물에서 발생하는지 여부에 따라 추가 하위 분류될 수 있다.
전통적 웨트 마켓은 일반적으로 임시창고, 야외장소, 부분적으로 개방된 상업단지에 수용되는 반면, 현대 드라이 마켓은 환기, 냉동, 냉동시설이 개선된 건물에 수용되는 경우가 많다.

### 경제적 역할.
웨트 마켓은 물량이 적고 일관성이 강조되지 않아 슈퍼마켓에 비해 수입품에 대한 의존도가 낮다. 웨트 마켓은 2019년 식품 보안 연구에서 특히 중국 도시에서 "도시 식품 보안을 보장하기 위해 매우 중요하다"고 설명되어 왔다. 도시 식량 안보를 지원하기 위한 웨트 마켓의 역할은 음식 가격 책정 및 물리적 접근성을 포함한다.
도시 연구, 식품 유통에 관한 연구, 싱가포르 국립 환경청의 학술 논문들은 웨트 마켓이 지속되는 주요 이유로 낮은 가격, 더 큰 신선도, 그리고 협상과 사회적 상호 작용의 촉진에 주목했다. 웨트 마켓의 지속성은 또한 "냉동 고기와 달리 갓 도축된 고기와 생선을 요구하는 다양한 전통"에 기인한다.
농업 기반 경제가 있는 개발도상국에서는 주로 재래식 웨트 마켓이나 육류 판매대를 통해 신선육이 유통된다. 신선한 고기를 파는 웨트 마켓은 종종 도축 시설에 부착되거나 근처에 위치한다.

## 건강상의 문제
참고 항목: 야생동물 밀수와 벌채 및 공장 농업§ 인간 건강에 미치는 영향
위생기준이 지켜지지 않으면 웨트 마켓이 질병을 확산시킬 수 있다. 살아있는 동물과 야생동물을 운반하는 사람들은 특히 Zoonosis를 전송할 위험이 높다. 개방성 때문에, 새롭게 도입된 동물들은 야생에서 결코 상호작용하지 않는 판매원, 도축업자, 고객 또는 다른 동물들과 직접 접촉할 수 있다. 이것은 일부 동물들이 중간 숙주 역할을 할 수 있게 해줌으로써 질병이 인간에게 퍼지는 것을 도울 수 있다.
비위생적인 위생 기준과 Zoonosis및 유행성 전염병의 확산과의 연관성 때문에, 비평가들은 중국과 전 세계의 주요 건강 위험 요소로서 살아있는 동물을 공장 농장과 함께 수용하는 웨트 마켓을 분류해 왔다.

### 조류독감과 사스
인플루엔자 바이러스는 그 범위에 있는 다른 호스트들 사이를 이동하면서 유전적 재분배에 의해 변할 수 있다. 서로 다른 중간 호스트가 근접하게 존재하기 때문에 웨트 마켓은 그러한 Zoonosis에 대한 높은 위험 환경을 만든다.
H5N1 조류독감, 사스, COVID-19의 발생은 조우노틱전염 가능성이 크게 증가하는 웨트 마켓에서 살아있는 동물들을 유지하는 것으로 추적할 수 있다. 2020년 4월 과학자 피터 다작(Peter Daszak)은 중국의 한 웨트 마켓을 "야생동물 시장에 가서 이 거대한 다양성의 동물들이 우리 위에 있는 우리 속에서 살아가고 있는 것을 보는 것은 약간 충격적이다 [...] 이곳은 바이러스가 퍼지기 완벽한 장소다"라고 묘사했다. 2007년 한 연구에서 중국 과학자들은 비위생적인 야생동물 시장과 결합된 관박쥐에 사스-CoV 유사 바이러스가 존재하는지, 중국 남부의 외래 포유류를 먹는 문화를 '시간 폭탄'으로 확인했다. 말레이시아의 2018년 한 연구에서는 웨트 마켓 근로자들이 렙토스피레이션감염에 더 큰 위험이 있다는 결론을 내렸다.
중국의 환경론자, 연구원, 국영 언론은 시장에서 외래 동물 거래에 대한 규제를 강화할 것을 요구해 왔다. 의학 전문가인 중난산, 관이, 위녹영도 2010년부터 야생동물 시장 폐쇄를 요구해 왔다.

COVID-19 Outbreak World Map

### COVID-19
추가 정보: 우한 바이러스학 연구소 § 출처로서의 관심사및 후난 해산물 도매 시장 § COVID-19 대유행으로 연결
초기 발병 건수의 3분의 2가 우한 화난수산물도매시장에 직접 노출됐다는 보도가 나오면서 중국 웨트 마켓은 COVID-19 대유행의 발원지로 지목돼 왔다. 화난시장에서는 살아있는 늑대 새끼, 도롱뇽, 사향쥐, 대나무 쥐 등을 판매했다. 지난 1월 이 바이러스는 실험실에서 인위적으로 만들어졌다는 대체 이론이 나왔지만, 과학자들과 언론들에 의해 이러한 주장은 근거 없는 소문과 음모론이라는 이유로 크게 거부당했다. 2020년 4월, 미국 정보 관리들은 검증되지 않은 보고서에 대한 조사에 착수했다. 이 바이러스는 야생동물 시장이 아닌 BSL-4 능력 우한 비뇨기과 연구소에서 박쥐의 코로나바이러스를 연구하는 과학자들의 우발적인 노출에서 비롯되었을지도 모른다는 것이다. 마이크 폼페이오 미국 국무장관은 2020년 5월 3일 중국 실험실에서 발생한 코로나바이러스 발병이 "엄청난 증거"라고 주장했다. 그러나 폼페오 장관은 이후 이 주장과 거리를 두었고, 바이러스학자들은 가용한 자료가 압도적으로 과학적인 위법행위나 과실 가능성이 전혀 없었음을 시사하는 반면, 이 바이러스는 실험실에서 나왔다고 진술했다. 2020년 5월 중국 질병통제예방센터 조지 가오 소장은 수산시장에서 채취한 동물 표본이 바이러스에 음성반응을 보였다고 밝혀 시장이 초기 초확대 사건 현장은 아니었던 것으로 나타났다.
2020년 3월과 4월, 일부 보고에서 아프리카, 및 전 세계 다른 나라의 야생동물 시장도 마찬가지로 건강 위험에 노출되기 쉽다고 한다.2020년 4월, 미국 의원들, 앤서니 파우치 NIAID 국장, 엘리자베스 마루마 음레마 유엔 생물다양성국장, 저우 진펑 CBCGDF 사무총장은 조우노틱 질병의 잠재력과 멸종위기종에 대한 위험 때문에 야생동물 시장을 전세계적으로 폐쇄할 것을 요구했다.

### 언론 보도
2020년 COVID-19 대유행의 첫 몇 달 동안, 중국 웨트 마켓은 이 바이러스의 잠재적인 원천으로 언론에서 심한 비난을 받았다. 살아있는 동물 시장이나 야생동물 시장만이 아니라 모든 웨트 마켓에 대한 영구적인 전면 금지를 촉구하는 언론 보도는 화난 수산물 도매 시장과 같은 야생동물 시장에 대해 특정할 필요가 있다는 비판을 받아왔다. 외국 웨트 마켓에 대한 언론의 집중적인 관심 또한 지역적인 질병의 근원과 같은 공중 보건 위협으로부터 대중의 관심을 산만하게 한 것으로 비난 받아왔다.
서구 언론에서는 COVID-19 대유행 동안 웨트 마켓이 일반 웨트 마켓, 살아있는 동물 웨트 마켓, 야생 동물 시장을 구분하지 않고 묘사되어 왔으며, 위치를 식별하지 않고 아시아 전역의 다른 시장에서의 명시적 이미지의 몽타주를 사용하였다. 공정성 & 정확성 보도는 2020년 상반기 주요 언론사의 여러 뉴스 기사를 "무시하거나 더 나쁘다"고 비판하면서 충격적 가치를 위한 그래픽 이미지를 활용한 선정주의 보도를 지적했다. 이러한 묘사들은 과장되고 동양주의자라는 비판을 받아왔으며, 시노포비아와 "중국인의 다른 점"을 부추긴다는 비난을 받아왔다.

## 같이 보기
- Bazaar 바자르
- Pasar malam 파사르 말람
- Night market 야시장
- Souk 쑥
- Ye wei (southern China)  예웨이

## 참조
1. 1 2 3  Hui, Mary. “Wet markets are not wildlife markets, so stop calling for their ban” [웨트 마켓은 야생동물을 파는 시장이 아니므로, 그들을 금지를 요구하는 것을 그만둬야 한다.]. 《QZ》 (영어). 2020년 10월 2일에 확인함.
2. 1 2  Standaert, Michael (2020년 4월 15일). “‘Mixed with prejudice’: calls for ban on ‘wet’ markets misguided, experts argue” [편견과 혼동됨: 잘못된 'wet market'에 대한 금지를 요구한다고 전문가들은 주장한다.]. 《The Guardian》 (영국 영어). ISSN 0261-3077. 2020년 11월 2일에 확인함.
3. 1 2 3  Dalton, Jane (2020년 4월 2일). “Indian street traders ‘risking more viruses by slaughtering animals in squalid conditions’” [코로나바이러스: 인도의 거리 상인들은 '비열한 환경에서 염소, 양, 닭을 도살함으로써 인간의 건강을 위협한다'고 말했다.] (영어). INDEPENDENT. 2020년 11월 2일에 확인함.
4. 1 2  Yu, Verna (2020년 4월 16일). “What is a wet market?” [Wet market 이란 무엇인가?]. 《The Guardian》 (영국 영어). ISSN 0261-3077. 2020년 11월 2일에 확인함.
5. 1 2  Westcott, Ben; Wang, Serenitie. “China's wet markets are not what some people think they are” [중국의 웨트 마켓은 일부 사람들이 생각하는 그런 시장이 아니다.]. 《CNN》. 2020년 10월 2일에 확인함.
6. 1 2 3  MARON, DINA FINE. “'Wet markets' likely launched the coronavirus. Here's what you need to know.” [Wet market에서 코로나바이러스를 출시했을 가능성이 높다. 당신이 알아야 할 것들.]. National Geographic.
7. ↑  beach, peter. “What are China's wet markets?” [중국의 웨트 마켓이란 무엇인가?]. 《World Economic forum》 (영어). 2020년 10월 2일에 확인함.
8. 1 2  서, 주희 (2020년 2월 7일). “신종코로나로 확산된 `시노포비아`…일부 식당 `중국인 출입금지` 논란”. 《매일경제》. 2020년 10월 2일에 확인함.
9. 1 2 3  Lynteris, Christos; Fearnley, Lyle. “Why shutting down Chinese ‘wet markets’ could be a terrible mistake” [왜 중국 'wet market'을 폐쇄하는 것이 끔찍한 실수가 될 수 있는가?] (영어). The Conversation. 2020년 11월 2일에 확인함.
10. 1 2  Palmer, James. “Don’t Blame Bat Soup for the Coronavirus” [코로나바이러스 때문에 박쥐 스프를 탓하지 마세요.]. 《Foreign Policy》 (미국 영어). 2020년 11월 2일에 확인함.
11. 1 2  “Oxford English Dictionary Just Added "Wet Market"—But Why Are the Markets Called That?” [방금 추가된 옥스포드 영어 사전 "Wet Market"—그런데 왜 시장이 그렇게 불릴까?]. 《South China Morning Post》 (영어). 2016년 5월 19일. 2020년 10월 2일에 확인함.
12. ↑  Samuel, Sigal (2020년 4월 15일). “The coronavirus likely came from China’s wet markets. They’re reopening anyway.” [코로나바이러스는 중국의 wet market에서 온 것 같다. 어쨌든 wet market은  다시 열게 될 것이다.]. 《VOX》 (영어). 2020년 11월 2일에 확인함.
13. ↑  Greef, Kimon de (2020년 6월 17일). “'People fear what they don't know': the battle over 'wet' markets, a vital part of culinary culture” [사람들은 자신이 모르는 것을 두려워한다: 요리 문화의 중요한 부분인 wet market을 둘러싼 싸움]. 《The Guardian》 (영국 영어). ISSN 0261-3077. 2020년 11월 2일에 확인함.
14. ↑  Chandran, Rina (2020년 2월 7일). “Traditional markets blamed for virus outbreak are lifeline for Asia's poor” [바이러스 창궐의 원인으로 지목된 wet market은 아시아 빈곤층의 생명줄이다.]. 《Reuters》 (영어). 2020년 11월 2일에 확인함.